# 锦屏县
锦屏县是中国贵州省黔东南苗族侗族自治州下属的一个县，清水江流贯。东经108°48'-109°24'，北纬26°23'-26°16'。东临湖南省靖州苗族侗族自治县，西临剑河县，南临黎平县，北临天柱县。面积1596.9平方公里，2011年人口30万。邮政编码556700，县政府驻三江镇。

## 历史沿革
- 明为铜鼓卫；
- 清置锦屏县；
- 1949年至今，设锦屏县，为贵州省黔东南苗族侗族自治州管辖。

## 行政区划
锦屏县下辖7个镇、8个乡：
三江镇、茅坪镇、敦寨镇、启蒙镇、平秋镇、铜鼓镇、平略镇、大同乡、新化乡、隆里乡、钟灵乡、偶里乡、固本乡、河口乡和彦洞乡。

## 资源特产
锦屏县森林资源丰富，盛产杉木，以产十八杉著名。
特产有野桂花蜜、薏仁、香桔、山茶油、西瓜。

## 旅游景点
景点有160多个，其中有名的有隆里古城、飞山阁、龙大道烈士故居、八河电站库区风光、亮江风景、清水江风光、青山界（五万亩天然草场、九十九天池）、九寨北侗风情。
世界而闻名、中国最高的电坝——三板溪水电站，位于锦屏县平略镇境内。

## 交通条件
- 公路：S311省道、S202省道、松从高速公路

## 教育文化

### 职中
- 锦屏县职业技术学校

### 高中
- 锦屏第一中学（又名“锦屏中学”）
- 锦屏第三中学（又名“三江中学”）

### 初中
- 锦屏第二中学（又名“锦屏民中”）、大同中学、钟灵中学、隆里中学、铜鼓中学
- 敦寨中学、茅坪中学、彦洞中学、平秋中学、河口中学
- 偶里中学、启蒙中学、平略中学、固本中学